# Voujeaucourt
Voujeaucourt és un municipi francès situat al departament del Doubs i a la regió de Borgonya - Franc Comtat. L'any 2007 tenia 3.396 habitants.

## Demografia

### Població
El 2007 la població de fet de Voujeaucourt era de 3.396 persones. Hi havia 1.392 famílies de les quals 364 eren unipersonals (180 homes vivint sols i 184 dones vivint soles), 444 parelles sense fills, 480 parelles amb fills i 104 famílies monoparentals amb fills.
La població ha evolucionat segons el següent gràfic:
Habitants censats

### Habitatges
El 2007 hi havia 1.507 habitatges, 1.406 eren l'habitatge principal de la família, 17 eren segones residències i 84 estaven desocupats. 1.062 eren cases i 442 eren apartaments. Dels 1.406 habitatges principals, 1.009 estaven ocupats pels seus propietaris, 377 estaven llogats i ocupats pels llogaters i 20 estaven cedits a títol gratuït; 20 tenien una cambra, 88 en tenien dues, 261 en tenien tres, 366 en tenien quatre i 671 en tenien cinc o més. 1.099 habitatges disposaven pel capbaix d'una plaça de pàrquing. A 607 habitatges hi havia un automòbil i a 649 n'hi havia dos o més.

### Piràmide de població
La piràmide de població per edats i sexe el 2009 era:
| Homes | Edats   | Dones |
| ----- | ------- | ----- |
| 0     | 95 o +  | 4     |
| 0     | 90 a 94 | 8     |
| 8     | 85 a 89 | 32    |
| 12    | 80 a 84 | 0     |
| 12    | 75 a 79 | 60    |
| 68    | 70 a 74 | 52    |
| 96    | 65 a 69 | 100   |
| 100   | 60 a 64 | 92    |
| 64    | 55 a 59 | 76    |
| 128   | 50 a 54 | 92    |
| 108   | 45 a 49 | 128   |
| 120   | 40 a 44 | 128   |
| 136   | 35 a 39 | 132   |
| 124   | 30 a 34 | 136   |
| 72    | 25 a 29 | 96    |
| 96    | 20 a 24 | 52    |
| 136   | 15 a 19 | 140   |
| 120   | 10 a 14 | 128   |
| 84    | 5 a 9   | 92    |
| 112   | 0 a 4   | 76    |

## Economia
El 2007 la població en edat de treballar era de 2.253 persones, 1.666 eren actives i 587 eren inactives. De les 1.666 persones actives 1.499 estaven ocupades (811 homes i 688 dones) i 167 estaven aturades (73 homes i 94 dones). De les 587 persones inactives 200 estaven jubilades, 207 estaven estudiant i 180 estaven classificades com a «altres inactius».

### Ingressos
El 2009 a Voujeaucourt hi havia 1.402 unitats fiscals que integraven 3.397 persones, la mediana anual d'ingressos fiscals per persona era de 19.205 €.

### Activitats econòmiques
Dels 146 establiments que hi havia el 2007, 3 eren d'empreses extractives, 3 d'empreses alimentàries, 1 d'una empresa de coc i refinatge, 2 d'empreses de fabricació de material elèctric, 6 d'empreses de fabricació d'altres productes industrials, 17 d'empreses de construcció, 47 d'empreses de comerç i reparació d'automòbils, 11 d'empreses de transport, 11 d'empreses d'hostatgeria i restauració, 1 d'una empresa d'informació i comunicació, 2 d'empreses financeres, 8 d'empreses immobiliàries, 14 d'empreses de serveis, 14 d'entitats de l'administració pública i 6 d'empreses classificades com a «altres activitats de serveis».
Dels 36 establiments de servei als particulars que hi havia el 2009, 1 era una oficina de correu, 1 una oficina bancària, 10 tallers de reparació d'automòbils i de material agrícola, 1 taller d'inspecció tècnica de vehicles, 1 autoescola, 4 paletes, 2 fusteries, 2 lampisteries, 2 electricistes, 3 perruqueries, 1 veterinari, 7 restaurants i 1 agència immobiliària.
Dels 17 establiments comercials que hi havia el 2009, 2 eren supermercats, 1 un supermercat, 2 botiges de menys de 120 m², 3 fleques, 2 carnisseries, 1 una carnisseria, 1 una peixateria, 1 una llibreria, 2 botigues de mobles, 1 una botiga de mobles i 1 una joieria.

## Equipaments sanitaris i escolars
El 2009 hi havia 2 farmàcies i 1 ambulància.
El 2009 hi havia 2 escoles maternals i 1 escola elemental. Voujeaucourt disposava d'un col·legi d'educació secundària amb 623 alumnes.

## Poblacions més properes
El següent diagrama mostra les poblacions més properes.